# Naeviopsis pusilla
Naeviopsis pusilla är en svampart som först beskrevs av Speg., och fick sitt nu gällande namn av B. Hein 1976. Naeviopsis pusilla ingår i släktet Naeviopsis, ordningen disksvampar, klassen Leotiomycetes, divisionen sporsäcksvampar och riket svampar.   Inga underarter finns listade i Catalogue of Life.